# Fronteira Brasil–Guiana
A fronteira entre a República Federativa do Brasil e a República Cooperativa da Guiana é a linha que delimita a área de soberania dos territórios de ambos os países.

## Traçado

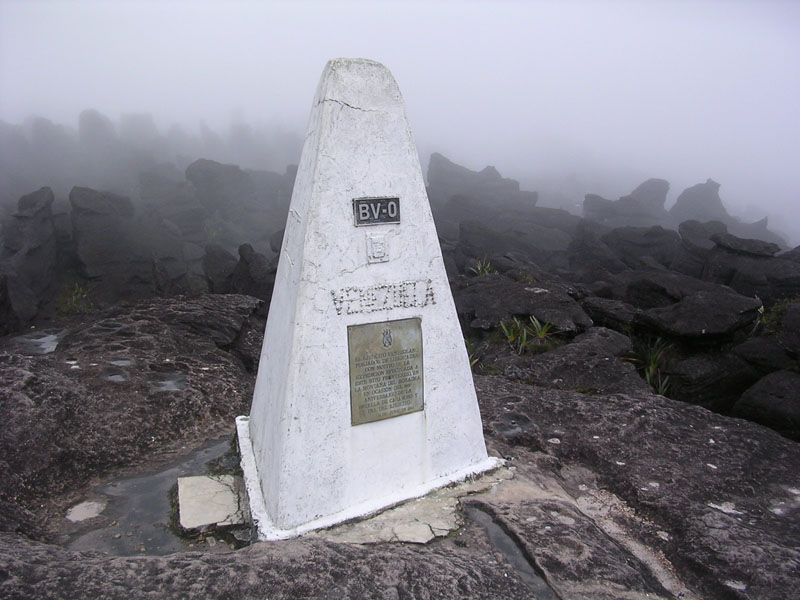
Tríplice fronteira Brasil–Venezuela–Guiana no topo do monte Roraima

A fronteira inicia-se num ponto de tríplice fronteira no planalto das Guianas, onde se encontram as fronteiras Brasil–Suriname, Guiana–Suriname e a Brasil–Guiana.
Segue para oeste ao longo da divisória de águas entre a bacia do rio Amazonas e os rios da Guiana que drenam para o Oceano Atlântico (rio Essequibo, rio Courantine) sobre a serra do Acari. A partir da nascente do rio Tacutu a divisória ruma em direção norte acompanhando este até a sua confluência com o Ireng, onde se estende a savana de Rupununi.
Segue novamente a divisória de águas, passando por tepuis, um dos quais o ponto mais setentrional do Brasil, o Monte Caburaí, e termina na tríplice fronteira sobre o monte Roraima, onde se liga às fronteiras Brasil–Venezuela e Guiana–Venezuela.

## História

Carta dos territórios outorgados ao Brasil e ao Reino Unido na sequência da resolução da questão do Pirara

A região esteve isolada durante muito tempo depois dos europeus terem empreendido a colonização da América do Sul. Enquanto os portugueses colonizavam pouco a pouco os confins da Amazônia, os holandeses e seus sucessores britânicos subiam os grandes rios da Guiana.
A partir de 1835 o explorador prussiano Robert Hermann Schomburgk percorreu, a serviço dos britânicos, a atual zona de fronteira e desceu em 1842 o rio Tacutu até à sua confluência com o rio Ireng, proclamando toda a zona como domínio britânico. Isso provocou protesto dos brasileiros que reivindicaram arbitragem internacional.
Em 1901, o litígio conhecido como questão do Pirara foi submetido à arbitragem do soberano Vítor Emanuel III da Itália, que julgou em favor do Reino Unido, tendo este país obtido 19 630 km², enquanto apenas 13 570 km² foram outorgados ao Brasil. A fixação da delimitação sobre os rios Tacutu e Ireng deu aos ingleses acesso à bacia do rio Amazonas e o Brasil perdeu o acesso às águas da bacia do Essequibo, pelo rio Rupununi .
Em 1926 uma ligeira modificação deu ao traçado a forma atual, tendo marcos de fronteira sido assentados entre 1932 e 1939.

## Populações e movimentos migratórios

### Forte presença indígena
A presença ameríndia é muito significativa nesta zona, e as diversas etnias (principalmente Macuxi, Pemon, Uapixana e Capon) são repartidas de ambos os lados da fronteira que separou artificialmente seus territórios originais. Não obstante, isso revelou-se um facilitador dos movimentos populacionais interfronteiriços.
No início do século XX, enquanto a bacia do rio Branco, em Roraima, era pouco a pouco colonizada pelos grandes proprietários (fazendeiros) brasileiros, que instauraram o trabalho forçado ou a remuneração em géneros, certos ameríndios revoltaram-se na Guiana, onde o mesmo tipo de criação bovina extensiva era praticado, mas com condições salariais e nível de desenvolvimento geral bem melhores.

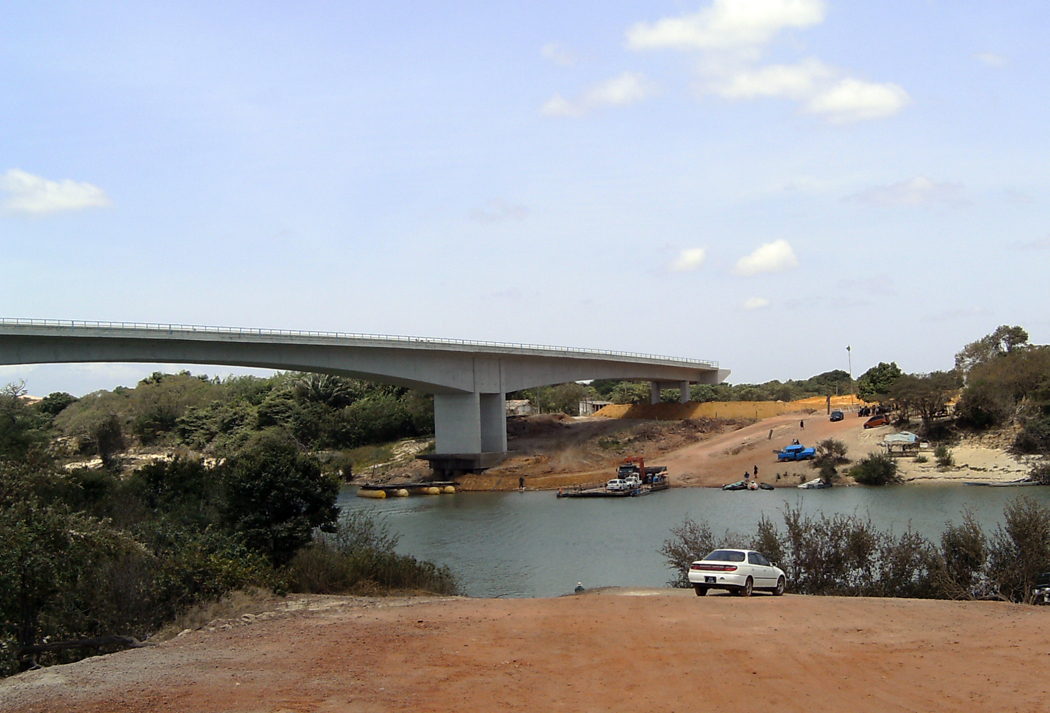
A Ponte do Rio Tacutu, com a vista do lado brasileiro a partir de Lethem, Guiana

Pouco depois da independência da Guiana em 1966, os fluxos inverteram-se. Depois da revolta do Rupununi, em janeiro de 1969, fomentada pelos grandes criadores de origem europeia apoiados por seus empregados ameríndidos e duramente reprimida pelo exército da Guiana, muitos habitantes do Rupununi refugiaram-se no Brasil e na Venezuela. Em seguida, a má gestão económica conduzida pelo partido marxista no poder — o People's National Congress — alimentou a emigração para o Brasil, a qual ainda hoje se mantém, mau grado as mudanças políticas que houve, devido à diferença do nível de vida entre os dois países.

### Pontos de passagem
Esta longa fronteira é pouco acessível, e as partes acidentadas tanto a leste como a norte são particularmente difíceis de transpor. Apenas a parte central, plana e coberta por savanas é mais propícia à circulação.
O principal ponto de passagem está a leste da  fronteira sul do rio Tacutu entre a guianesa Lethem e a brasileira Bonfim. A inauguração da Ponte do Rio Tacutu, em 2009, fortaleceu o eixo Boa Vista–Georgetown, oferecendo ao Brasil acesso à costa caribenha. Uma rota alternativa existe mais a norte entre o município de Normandia e Good Hope.